# 新北市立忠山實驗小學
忠山實小，原名忠山國小，是一個位於新北市淡水區的偏遠小學，一到六年級各一個班，共6個班，附設忠山實小幼兒園。位於新北市淡水區大屯山系下的山稜線上(即北六線公路)，原為興仁國小分校，後獨立為「忠山國小」。2019年8月1日改制為「新北市立忠山實驗小學」，為全市開放學區小學，亦是新北市第一間公辦公營的實驗小學。現任校長彭增龍。

## 沿革
1957年8月1日，興仁國民學校忠山分校成立。

1964年8月1日，興仁國民學校忠山分校獨立為忠山國民學校。

1968年8月1日，忠山國民學校改名為忠山國民小學。

1998年8月1日，台北縣淡水鎮忠山國民小學附設幼稚園成立。

2010年12月25日新北市升格，改名為新北市淡水區忠山國民小學，幼稚園同步改名為新北市淡水區忠山國民小學附設幼稚園。

2011年幼兒照顧及教育法三讀通過，2012年8月1日新北市淡水區忠山國民小學附設幼稚園改名為新北市淡水區忠山國民小學附設幼兒園。

2019年8月1日，為教育創新，在學校型態實驗教育實施條例下，改制為「新北市立忠山實驗小學」，為新北第一家公辦公營實驗小學。

## 歷任校長
| 任別     | 姓名        | 任職期間          |
| -------- | ----------- | ----------------- |
| 第一任   | 周坤榮 校長 | 1964年8月1日      |
| 第二任   | 柯楚 校長   | 1971年8月1日      |
| 第三任   | 洪秀華 校長 | 1977年8月1日      |
| 第四任   | 楊明決 校長 | 1982年8月1日      |
| 第五任   | 陳三和 校長 | 1988年8月1日      |
| 第六任   | 朱錫林 校長 | 1992年8月1日      |
| 第七任   | 陳義霖 校長 | 1997年8月1日      |
| 第八任   | 朱錫林 校長 | 2001年8月1日      |
| 第九任   | 蔡雪嬌 校長 | 2005年8月1日      |
| 第十任   | 林素琴 校長 | 2010年8月1日      |
| 第十一任 | 彭增龍 校長 | 2013年8月1日-現任 |

## 外部連結
- 新北市立忠山實驗小學網站 （页面存档备份，存于）
- 淡水忠山國小的Facebook專頁
- 公民素養實驗小學 培養自我判斷解決問題 （页面存档备份，存于）.公視新聞網.2019-08-30